# Cor Kint
Clasina Cornelia Kint, soprannominata Cor (Rotterdam, 22 luglio 1920 – Coffs Harbour, 7 ottobre 2002) è stata una nuotatrice olandese.

## Carriera
Fortemente specializzata nel dorso, vinse la medaglia d'oro ai campionati europei del 1938, sulla distanza dei 100 metri.
Detenne altresì il record mondiale sia sui 100 che sui 200 metri dorso.

## Palmarès
- Europei

Londra 1938: oro nei 100m dorso.